# Rick Ross
William Leonard Roberts II (Coahoma County, 28 januari 1976), beter bekend onder zijn artiestennaam Rick Ross (ook wel gestileerd als Rick Ro$$), is een Amerikaanse rapper. Hij is de oprichter van Maybach Music Group.

## Carrière

### Begin carrière
Rick Ross groeide op in Carol City in Florida. Na de middelbare school afgemaakt te hebben, ging hij naar de Albany State University in Albany. Voor zijn carrière begon, was hij werkzaam als gevangenisbewaarder. Ross kreeg een label bij Suave House Records. Ook tekende hij een multi-miljoen-dollar deal bij Slip-n-Slide Records, die sinds 2006 hernoemd is naar Def Jam. Op het moment dat het contract getekend werd, toerde Ross samen met mede-rapper Trick Daddy door de Verenigde Staten.

### 2006-2008:Port of MiamienTrilla
Het debuutalbum van Ross is Port of Miami. Het album kwam uit in augustus 2006 en er werden in de eerste week in de Verenigde Staten 187.000 stuks van verkocht. In maart 2008 werd het tweede album Trilla uitgegeven. Hiermee kwam hij op nummer 1 en versloeg hij onder andere Snoop Dogg en Fat Joe..

### 2009-2010:Deeper Than RapenTeflon Don
Op 21 april 2009 bracht Ross zijn derde studioalbum, Deeper Than Rap, uit. Zijn vierde studioalbum bracht hij uit op 20 juni 2010 en kwam binnen op de tweede plek in de Billboard 200 nadat er 176.000 albums in de eerste week verkocht werden.

### 2011-heden:God Forgives, I Don't,MastermindenHood Billionaire
Ross zijn vijfde studioalbum, God Forgives, I Don't, zou eigenlijk op 13 december 2013 uitgegeven worden, maar werd uiteindelijk pas op 31 juli 2014 uitgegeven. Het album kwam binnen op nummer 1 in de Billboard 200 nadat er in de eerste week 213.000 albums waren verkocht.
Zijn zesde studioalbum kwam uit op 3 maart 2014 en werd Mastermind genoemd.
In oktober 2014 kondigde Rick Ross aan dat zijn opkomende studioalbum op 24 november dat jaar uit zou komen.
Op 24 juni 2015 werd Ross aangehouden voor mishandeling en ontvoering.

## Discografie

### Soloalbums
- 2006: Port of Miami
- 2008: Trilla
- 2009:  Deeper Than Rap
- 2010:  Teflon Don
- 2012: God Forgives, I Don't
- 2014: Mastermind
- 2014: Hood Billionaire
- 2015: Black Market
- 2017: Rather You Than Me
- 2019: Port of Miami 2
- 2021: Richer Than I Ever Been

### Ep's
- 2010: The Albert Anastasia EP

### Mixtapes
- 2010: Ashes to Ashes
- 2012: Rich Forever
- 2012: The Black Bar Mitzvah
- 2013: The H: The Lost Album Vol. 1 (met Birdman)
- 2015: Black Dollar

### Met Maybach Music Group
- 2011: Self Made Vol.1
- 2012: Self Made Vol.2
- 2013: Self Made Vol.3